# Butterfly Kiss
Pour plus de détails, voir Fiche technique et Distribution.
Butterfly Kiss est un film dramatique britannique réalisé par Michael Winterbottom sorti en 1995.

## Synopsis
L'errance tragique d'Eunice et de Miriam sur les routes du Nord de l'Angleterre au début des années 1990.

## Fiche technique
- Titre : Butterfly Kiss
- Titre alternatif : Killer on the Road
- Réalisation : Michael Winterbottom
- Scénario : Frank Cottrell Boyce & Michael Winterbottom
- Photographie : Seamus McGarvey
- Montage : Mark Bennett
- Musique : John Harle
- Producteurs : Julie Baines & Sarah Daniel
- Sociétés de production : Dan Film Ltd, Lions Gate Films, British Screen Productions
- Société de distribution : First Run Features, EDKO Film
- Pays d'origine :  Royaume-Uni
- Direction artistique & décors : Rupert Miles
- Publics : -18 ans (Espagne, Angleterre, Finlande), -15 ans (Suède), Singapore:(Banned)
- Genre : Drame et road movie
- Format : Couleurs - 35 mm
- Durée : 88 minutes
- Date de sortie : 1995
- Classification :
  -  France : interdit aux moins de 16 ans[2]
  -  Royaume-Uni : interdit aux moins de 18 ans[3]

## Distribution
- Amanda Plummer : Eunice
- Saskia Reeves : Miriam
- Des McAleer : Eric McDermott
- Lisa Riley : Danielle
- Freda Dowie (en) : Elsie
- Paula Tilbrook : Ella
- Fine Time Fontayne : Tony
- Elizabeth McGrath : Waitress
- Joanne Cook : Angela
- Shirley Vaughan : Waitress
- Paul Bown : Gary
- Emily Aston : Katie
- Ricky Tomlinson : Robert
- Katy Murphy : Judith

## Récompenses et distinctions
- 1995 : Berlin International Film Festival Michael Winterbottom
- 1995 : European Film Awards, Best Young Film, Michael Winterbottom
- 1995 : Stockholm Film Festival
- 1995 : Valladolid International Film Festival